# Troy Deeney
Troy Matthew Deeney (ur. 29 czerwca 1988 w Birmingham) – angielski piłkarz występujący na pozycji napastnika w angielskim klubie Forest Green Rovers, w którym jest grającym trenerem.